# Nicolas Kiesa
Nicolas Kiesa (Copenhague, Dinamarca, 3 de marzo de 1978) es un expiloto danés de automovilismo. Participó en cinco Grandes Premios de Fórmula 1 con el equipo Minardi en 2003, logrando como mejor resultado un undécimo puesto en el Gran Premio de los Estados Unidos. En 2005 fue probador de Jordan.

## Resultados

### Fórmula 1
(Clave) (negrita indica pole position) (cursiva indica vuelta rápida)

| Año     | Escudería                 | 1   | 2   | 3   | 4   | 5   | 6   | 7   | 8   | 9   | 10  | 11  | 12     | 13     | 14     | 15     | 16     | 17     | 18  | 19     | Pos. | Puntos |
| ------- | ------------------------- | --- | --- | --- | --- | --- | --- | --- | --- | --- | --- | --- | ------ | ------ | ------ | ------ | ------ | ------ | --- | ------ | ---- | ------ |
| 2003    | European Minardi Cosworth | AUS | MYS | BRA | SMR | ESP | AUT |     |     |     |     |     |        |        |        |        |        |        |     |        | 23.º | 0      |
| 2003    | Trust Minardi Cosworth    |     |     |     |     |     |     | MON | CAN | EUR | FRA | GBR | GER 12 | HUN 13 | ITA 12 | USA 11 | JPN 16 |        |     |        | 23.º | 0      |
| 2005    | Jordan Grand Prix         | AUS | MYS | BHR | SMR | ESP | MON | EUR | CAN | USA | FRA | GBR | GER TD | HUN TD | TUR TD | ITA TD | BEL TD | BRA TD | JPN | CHN TD |      |        |
| Fuente: |                           |     |     |     |     |     |     |     |     |     |     |     |        |        |        |        |        |        |     |        |      |        |